# Arabscy chrześcijanie
Arabscy chrześcijanie – wyznająca chrześcijaństwo część arabskiej ludności Bliskiego Wschodu i Afryki Północnej, a także wyznający chrześcijaństwo imigranci (na przykład w Europie, Ameryce) pochodzenia arabskiego.
Historycznie arabskojęzyczni chrześcijanie dzielą się na rdzennych Arabów nawróconych na chrześcijaństwo w starożytności i wczesnym średniowieczu oraz na potomków ludności niearabskiej, zarabizowanych w wyniku podbojów arabskich (m.in. Asyryjczycy, Koptowie, Maronici). Istnieją także Arabowie, którzy przeszli na chrześcijaństwo w ostatnim czasie (głównie we Francji i USA). Są wyznawcami różnych nurtów chrześcijaństwa: prawosławia, katolicyzmu, monofizytyzmu, nestorianizmu i protestantyzmu. Największymi ich skupiskami są Egipt (ok. 10% ludności), Liban (ponad 30%) oraz Syria (8-10%).

## Arabscy chrześcijanie a podbój islamski
Silna chrystianizacja plemion arabskich nastąpiła w IV i V wieku. Część z nich stworzyła państwa podporządkowane z czasem Bizancjum bądź sasanidzkiej Persji oraz posiadającą, w zależności od prowadzonego trybu życia, osiadłą lub wędrowną hierarchię kościelną. Na północy Półwyspu Arabskiego znajdowały się dwa państwa – Ghassanidów ze stolicą w al-Dżabija, wyznających monofizytyzm i Lachmidów (stolica w al-Hira) będących nestorianami. Również tereny Jemenu czy Bahrajnu były schrystianizowane, choć chrześcijaństwo miało początkowo silnego rywala w postaci judaizmu. Po pojawieniu się Mahometa, który pragnął dokonać unifikacji plemion arabskich, jego chrześcijańscy pobratymcy nie od razu przeszli na islam. Co prawda Ghassanidzi przeszli na wiarę proroka już w VII wieku tuż po zwycięstwie islamskich wojsk nad Bizantyjczykami w bitwie nad rzeką Jarmuk w 636, lecz Arabowie z południa, których nawet wygnano z kraju do Iraku (plemię Banu al-Haridż z Nadżranu), posiadało monofizycką (jakobicką) hierarchię aż do X wieku. Tak więc islamizacja samych Arabów trwała ponad 300 lat.
Ghassanidzi odegrali ważną rolę w historii Kościoła, gdyż ich władca Al-Harit uratował kościół monofizycki uzyskując od cesarza Justyniana (VI wiek), którego żona sympatyzowała z monofizytyzmem, prawo wyświęcania dwóch biskupów. Był wśród nich Jakub Baradeusz, który dokonał odtworzenia hierarchii swojego odłamu kościoła, stąd zwanego jakobickim. Lachmidzi najprawdopodobniej dokonali wielkiego dzieła dostosowania alfabetu syryjskiego do języka arabskiego nauczając później tegoż pisma dzieci kalifów. Pierwsza w pełni zachowana inskrypcja pochodzi z 512 roku (znajduje się w al-Hira), lecz najprawdopodobniej alfabet ten powstał kilkanaście lub kilkadziesiąt lat wcześniej.
Obecność chrześcijańskiej ludności arabskiej stała się jedną z przyczyn szybkich postępów militarnych i asymilacyjnych islamu. To oni pośredniczyli w rokowaniach między dowódcami wojskowymi a podbitą ludnością, oni także zaznajamiali z dorobkiem miejscowych społeczności islamskich pobratymców, nauczając pisma i metod zarządzenia.

## Arabscy chrześcijanie w polityce
Pomimo prawnych, społecznych i ekonomicznych ograniczeń chrześcijanie w państwach arabskich dochodzili do eksponowanych stanowisk. Przez wiele wieków stanowili warstwę rządzącą w Libanie i nawet obecnie prezydent tego kraju musi być katolikiem obrządku maronickiego. Również w innych krajach zajmowali czołowe miejsce w polityce, byli premierami (Boutros Ghali Pasza w Egipcie, Faris al-Churi w Syrii) oraz ministrami (np. Irakijczyk Tarik Aziz, Egipcjanin Jusuf Butrus-Ghali). Sekretarz Generalny ONZ z lat 1992–1996, Boutros Boutros-Ghali jest natomiast chrześcijańskim Koptem. Myśliciele, tacy jak np. Antun Sa’ada i Michel Aflak byli twórcami arabskich koncepcji politycznych.

## Sytuacja obecna
Ze względu na trudną sytuację ekonomiczną i polityczną arabskojęzyczni chrześcijanie emigrują ze swoich ojczyzn do państw zachodnich (np. stanowią większość wśród arabskiej diaspory w USA). Proces ten nasilił się szczególnie po wzroście wpływów islamskich radykałów pod koniec XX wieku, wybuchu libańskiej wojny domowej (1975–1990) oraz interwencji amerykańskiej w Iraku (2003), co doprowadziło w ostatnich latach do ucieczki kilkuset tysięcy chrześcijan, zagrożonych fizyczną eksterminacją.